# Гамаліївська вулиця
Гамалі́ївська ву́лиця — вулиця в Подільському районі міста Києва, житловий масив Вітряні гори, місцевість Селище Шевченка. Пролягає від  вулиці Байди-Вишневецького до вулиці Косенка.
Прилучаються вулиці Лисянська, Світлицького, Золочевська, Канівська, Муси Джаліля, Ворзельська та провулок Кузьми Скрябіна.

## Історія
Вулиця виникла у 1950-ті роки під назвою 474-та Нова або 719-та Нова, з середини 1950-х років — вулиця Бестужева, на честь російського письменника і політичного діяча, декабриста Олександра Бестужева. Уточнена назва вулиця Олександра Бестужева — з 1974 року.
Сучасна назва на честь українського козацько-старшинського роду XVII–XVIII століть Гамалії — з 2022 року.

## Меморіальні та анотаційні дошки
На приватному будинку № 4/12 встановлено гранітну анотаційну дошку на честь декабриста Олександра Бестужева, чиїм ім'ям названо вулицю. На дошці вказано дату найменування — 1953 рік.

## Установи та заклади
- Відділення соціальної допомоги Подільського району «Вітряні гори» (буд. № 32)